# Jan Cools (heemkundige)
Jan Cools (Berchem, 20 februari 1940 - Herentals, 26 oktober 2020) was een Belgisch leraar en heemkundige.

## Loopbaan
Cools was licentiaat in de klassieke filologie en kandidaat in de germaanse filologie. Hij was van 1965 tot 1995 leraar Frans en geschiedenis aan het Sint-Jozefscollege te Herentals. Daarnaast was hij adviseur van de kerkfabriek van Sint-Waldetrudis Herentals.
Begin de jaren 80 kreeg Cools de vraag om een historisch overzicht te maken voor de welkomstbrochure van het Sint-Jozefscollege. Dat leidde nadien tot artikelen in het schoolblad en uiteindelijk in 1984 tot zijn eerste boek Geschiedenis van het College te Herentals. In dit boek wordt onder andere schrijver Ernest Claes uitvoerig besproken. Voor dit werk ontving Cools de Provinciale Prijs voor Geschiedenis.
Na zijn pensionering ontpopte Cools zich tot expert in de geschiedenis van Herentals en werd hij geschiedkundig adviseur van de Herentalse Kring voor Geschiedenis en Heemkunde en bestuurslid van Herentaldum, de Herentalse Geschiedkundige Kring. Hij publiceerde verschillende monografieën over Herentalse monumenten en bezienswaardigheden en was een frequent auteur van bijdragen in het Historisch Jaarboek van Herentals.